# Gare d’Orgon
Gare d’Orgon vasútállomás Franciaországban, Orgon településen.

## Vasútvonalak
Az állomást az alábbi vasútvonalak érintik:
- d’Avignon–Miramas-vasútvonal

## Kapcsolódó állomások
A vasútállomáshoz az alábbi állomások vannak a legközelebb:
- Gare de Cavaillon
- Gare de Sénas